# Дандло, Артюр

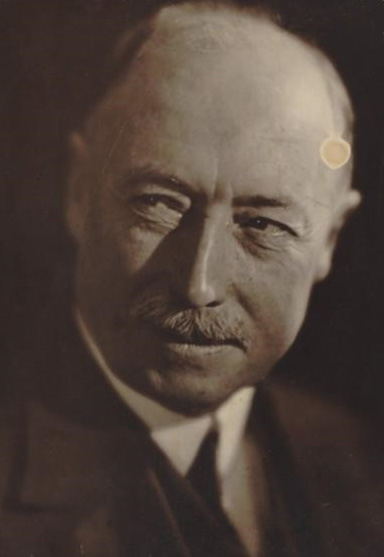
1938

Артюр Дандло (фр. Arthur Dandelot; 27 февраля 1864, Париж — 12 августа 1943, Париж) — французский музыкальный критик и импресарио. Отец композитора Жоржа Дандло.

## Биография
С 1882 г. публиковал критические статьи в журнале «Piano soleil». В 1889 г. вместе со своим тестем, музыкальным фабрикантом Эдуаром Манжо основал газету «Le Monde musical». Автор исторического очерка об Оркестре концертного общества Парижской консерватории (фр. La Société des Concerts du Conservatoire de 1828 à 1897; 1898, расширенное и дополненное издание 1923) и монографии «Развитие театральной музыки от Мейербера до наших дней» (фр. Évolution de la musique de théâtre depuis Meyerbeer jusqu'à nos jours; 1927). Выпустил также биографии Шарля Гуно (в соавторстве с Жаком Габриэлем Продоммом) и Камиля Сен-Санса, сборник мемуарных заметок (фр. Petits Mémoires musicaux; 1936).
С 1899 года занимался организацией парижских выступлений ведущих исполнителей — в том числе Эдуара Рислера, Франсиса Планте, Жака Тибо, Игнаца Падеревского, Яши Хейфеца, Иегуди Менухина. С 1920 года значительную часть продюсерской работы перенял у Артюра Дандло его младший сын Морис (1897—1964).